# Museum der Parteigründung
Das Museum der Parteigründung ist ein Museum in der nordkoreanischen Hauptstadt Pjöngjang. Es befindet sich in der Haebangsan-Straße im Stadtbezirk Chung-guyŏk.

## Geschichte
Der Bau wurde im Jahr 1923 während der Japanischen Kolonialzeit erbaut. Bis zur Unabhängigkeit Koreas vom Japanischen Kaiserreich 1945 wurde er zur Ausstellung der Produkte der Provinz Heian-nandō benutzt.
Nach der Unabhängigkeit soll Kim Il-sung dort am 10. Oktober 1945 die Partei der Arbeit Koreas gegründet haben. Viele der ersten Parteiversammlungen sollen hier stattgefunden haben. Im Gebäude soll das Zentrale Organisationskomitee der Kommunistischen Partei Nordkoreas gearbeitet haben.
1970 wurde das Gebäude zum Museum ausgebaut. Dem Museum angehörig ist das in der Nähe stehende Wohnhaus, in dem Kim Il-sung in den frühen Jahren seiner Regierungszeit lebte.

## Einrichtung
Im zweigeschossigen Museum sind das Arbeitszimmer Kim Il-sungs, das Empfangszimmer und der Sitzungssaal im ursprünglichen Zustand gestaltet und gibt es sieben Ausstellungsräume, in denen historische Materialien über die Parteigründung zur Schau liegen.

## Architektur
Die Architektur des Gebäudes stellt den typisch japanischen Kolonialstil dar. Das Dach ist dem des japanischen National-Parlamentsgebäudes in Tokio nachempfunden.